# Paray-le-Frésil
Paray-le-Frésil – miejscowość i gmina we Francji, w regionie Owernia-Rodan-Alpy, w departamencie Allier.

## Demografia
Według danych na rok 1990 gminę zamieszkiwało 469 osób, a gęstość zaludnienia wynosiła 13 osób/km². W styczniu 2015 r. Paray-le-Frésil zamieszkiwało 396 osób, przy gęstości zaludnienia wynoszącej 11 osób/km².